# Балх (провинция)
Вижте пояснителната страница за други значения на Балх.
Балх е провинция в северен Афганистан с площ 17 249 км² и население 1 096 100 души (2006). Административен център е град Мазари Шариф.

## Административно деление
Провинцията се поделя на 15 общини.